# کینگستون، پنسیلوانیا
کینگستون (به انگلیسی: Kingston, Pennsylvania) یک سکونتگاه مسکونی در ایالات متحده آمریکا است که در شهرستان لوزرن، پنسیلوانیا واقع شده‌است.

## خصوصیات
کینگستون ۵٫۷ کیلومترمربع مساحت و ۱۳٬۱۸۲ نفر جمعیت دارد و ۱۶۶٫۱۲ متر بالاتر از سطح دریا واقع شده‌است.